# Frogger 3D
Frogger 3D (フロッガー3D, Furoggā 3D) est un jeu vidéo sur la Nintendo 3DS. Il est sorti en Amérique du Nord le 20 septembre 2011, au Japon le 22 septembre 2011 et en Europe le 8 novembre 2011.

## Système de jeu
Le joueur contrôle une grenouille en évitant les obstacles et les ennemis en mouvement, progresser et contrôler de plus grosses grenouilles, ce qui permet au joueur de détruire plusieurs obstacles et d'éclairer des zones sombres.
Le jeu prend en charge le mode multijoueur jusqu'à 4 joueurs.

## Accueil
Sur Metacritic, le jeu obtient un score de 54/100 sur la base de 11 avis, indiquant des « avis mitigés ou moyens ».